# مونتانا (ویرجینیای غربی)
مونتانا (به انگلیسی: Montana) یک منطقهٔ مسکونی در ایالات متحده آمریکا است که در شهرستان ماریون، ویرجینیای غربی واقع شده‌است. مونتانا ۳۰۹٫۰۷ متر بالاتر از سطح دریا واقع شده‌است.